# Pyrethrum pulchellum
Pyrethrum pulchellum là một loài thực vật có hoa trong họ Cúc. Loài này được Turcz. ex DC. miêu tả khoa học đầu tiên.